# Polypodium uniseriale
Polypodium uniseriale là một loài dương xỉ trong họ Polypodiaceae. Loài này được mô tả lần đầu tiên năm 1906. Danh pháp khoa học của loài này chưa được làm sáng tỏ. 